# Leonid Bobykin
Leonid Fiodorowicz Bobykin (ros. Леонид Фёдорович Бобыкин, ur. 29 stycznia 1930 we wsi Pierża w rejonie jarańskim w obwodzie kirowskim, zm. 23 kwietnia 2023) – radziecki polityk, I sekretarz Komitetu Obwodowego KPZR w Swierdłowsku (1988-1990).
W 1953 ukończył studia na Wydziale Mechanicznym Uralskiego Instytutu Politechnicznego im. Kirowa, po czym został inżynierem-konstruktorem w fabryce budowy maszyn w Swierdłowsku. Od listopada 1954 II sekretarz Komitetu Rejonowego Komsomołu w Swierdłowsku, w 1956 wstąpił do KPZR. W fabryce był kierownikiem zmiany, kierownikiem warsztatu i kierownikiem grupy oddziału głównego konstruktora. Od 1961 był II sekretarzem, a od 1963 I sekretarzem Komitetu Rejonowego KPZR w Swierdłowsku, od marca 1969 II sekretarzem Komitetu Miejskiego KPZR w Swierdłowsku, od listopada 1976 sekretarzem ds. budowy maszyn i przemysłu obronnego i II sekretarzem Komitetu Obwodowego KPZR w Swierdłowsku do 1983, od maja 1983 do stycznia 1986 I zastępcą kierownika Wydziału Przemysłu Lekkiego i Dóbr Konsumpcyjnych KC KPZR, od stycznia 1986 do czerwca 1988 kierownikiem tego wydziału. Od 16 czerwca 1988 do 12 lutego 1990 I sekretarz Komitetu Obwodowego KPZR w Swierdłowsku. W latach 1986–1990 zastępca członka KC KPZR. Deputowany do Rady Najwyższej Rosyjskiej FSRR od 9 do 11 kadencji.

## Odznaczenia i nagrody
- Order Lenina (1976)
- Order Rewolucji Październikowej (1982)
- Order Czerwonego Sztandaru Pracy (dwukrotnie – 1966 i 1971)
- Medal „Za ofiarną pracę w Wielkiej Wojnie Ojczyźnianej 1941–1945” (1945)
- Medal „Za rozwój dziewiczych ziem” (1957)
- Medal 100-lecia urodzin Lenina (1969)
- Medal „Weteran pracy” (1990)
- Medal jubileuszowy „Trzydziestolecia zwycięstwa w Wielkiej Wojnie Ojczyźnianej 1941–1945” (1975)
- Medal jubileuszowy „Czterdziestolecia zwycięstwa w Wielkiej Wojnie Ojczyźnianej 1941–1945” (1985)
- Medal jubileuszowy „60 lat Sił Zbrojnych ZSRR” (1978)
- Medal jubileuszowy „70 lat Sił Zbrojnych ZSRR” (1988)
- Medal 30-lecia wyzwolenia Czechosłowacji przez Armię Radziecką (1975)
- Medal 850-lecia Moskwy (1997)
- Medal 70-lecia Czeki/KGB (1987)
- Złoty Medal Wystawy Osiągnięć Gospodarki Narodowej ZSRR (dwukrotnie – 1975 i 1978)
- Nagroda Rady Ministrów ZSRR (1974)